# Intercosmos 16
Intercosmos 16 fue un satélite artificial científico soviético perteneciente al programa Intercosmos y a la clase de satélites DS (el último de tipo DS-U3-IK) y lanzado el 27 de julio de 1976 mediante un cohete Cosmos 3 desde el cosmódromo de Kapustin Yar.

## Objetivos
El objetivo de Intercosmos 16 fue estudiar la radiación solar  en el rango de los rayos X y ultravioleta y su interacción con las capas altas de la atmósfera terrestre.

## Características
El satélite tenía una masa de 550 kg y fue inyectado inicialmente en una órbita con un perigeo de 465 km y un apogeo de 523 km, con una inclinación orbital de 50,6 grados y un periodo de 94,4 minutos.
Intercosmos 16 reentró en la atmósfera el 10 de julio de 1976.

## Resultados científicos
Intercosmos 16 obtuvo espectros de alta resolución de rayos X solares y realizó medidas de la dispersión por resonancia de los rayos ultravioleta del Sol y buscó polarización en ese rango de longitudes de onda.